# Plæneklipper
En plæneklipper eller græsslåmaskine, er en maskine til at klippe græs i fx haver, parker, fodboldbaner eller andre steder, hvor der er større arealer af græs. Maskinen bruger roterende knivblade til at skære græsset i en bestemt højde. Knivbladene kan enten køre om en lodret eller en vandret akse, det kaldes hhv. cylinderklipperen (vandret akse) eller rotorklipperen (lodret akse). Den kan være enten håndskubbet eller motoriseret (forbrændingsmotor eller elektromotor). Håndskubberen er normalt en cylinderklipper, som bliver brugt i små private haver. De motoriserede fås fra mindre modeller, der manuelt skal skubbes frem, til de større, der er selvkørende, og til de helt store maskiner, hvor føreren sider på klipperen, som er til de største arealer. Det nye er robotplæneklippere, der selv kører rundt i haven og klipper i en ønsket længde, de er begyndt at blive meget udbredt.
Der findes 2 klippemetoder, der er udbredt i dag:
- Cylinderklipper, hvis spiralformede knive snor sig om en horisontal aksel. Klipningen sker som med en saks, mellem de spiralformede knive og en fastmonteret kniv. Akslen sidder på et gear, der er forbundet til et af hjulene, og derved får knivene til at køre hurtigt rundt, selv når klipperen skubbes langsomt frem.
- Rotorklippere, hvor knivene bevæger sig horisontalt på en vertikal aksel. Klipningen sker ved at knivene rammer græsset med høj fart.

## Historie
Introduktion:
De første græsplæner dukkede op i Frankrig omkring 1700-tallet, og idéen spredte sig hurtigt til England og resten af verden. For at holde græsplænerne rene og ryddelige brugte man græssende dyr, leer, segl, eller sakse, som blev brugt til at håndskære græsset. Og i 1830 blev den første plæneklipper introduceret.
Plæneklipperen/græsslåmaskinen er en håndbetjent eller motoriseret maskine, med roterende knive til græsslåning på et større eller mindre græsareal. Den er til for at gøre det lettere at slå / klippe græsset. Gennem tiden har mange personer tilføjet noget til den originale klipper for at gøre den hurtigere, mere effektiv og stærkere. Før den første plæneklipper blev opfundet brugte man græssende dyr og håndholdte klippere som leer, det var den eneste måde at holde græsset nede.
Fremkomsten af plæneklipperen i midten af 1800-tallet gav mulighed for de jævne og ensartede plæner, der var en forudsætning for udbredelsen af spil som fodbold, tennis, kroket og bowls.

### Cylinderklippere
Idéen om en maskine til græsklipning blev udtænkt i Thrupp, en by lige uden for Stroud i Gloucestershire, England, i 1827 af en freelance ingeniør, som hed Edwin Beard Budding (1795-1846). Buddings plæneklipper var primært designet til at klippe græsplæner på sportspladser, store græsarealer og de velhavendes haver, som et bedre alternativ til leen og de græssende dyr. Han fik idéen efter han havde set en maskine i den lokale tekstilfabrik, der brugte en cylinder, der var monteret på en bænk til at forskyde lur i fløjl. Det lignede meget hans tilgroede græsplæne derhjemme, som han var nød til at skære med en le hver lørdag eftermiddag, i stedet for at gå på pubben.
Budding var en opfindsom mand, han udviklede en cylinder med knivblade, som havde et skubbehåndtag, hvor cylinderen kørte hurtig rundt nede ved plænens overflade, derved klippede den græsset.
Budding gik i partnerskab, med den lokale ingeniør, John Ferrabee, og sammen lavede de en plæneklipper-fabrik i Stroud, de fik britisk patent på plæneklipperen, den 31. august 1830. De første maskiner var alle lavet af støbejern, og havde et stort cylinder med knivblade foran, og to støbejerns hjul til at trække cylinderen.
Nogle af de første maskiner var store cylinderklippere, der skulle skubbes.
De havde justerbar klippehøjde og blev solgt til Regent’s Park Zoologisk Have i London og Oxford Colleges. Men Budding og Ferrabee var snu, og tillod andre virksomheder at kopiere deres klippere under en licensaftale. Den mest succesfulde af kopierne var Ransomes af Ipswich, som var grundlagt af Thomas Green. De begyndte at producere allerede i 1832. Deres virksomhed har lavet plæneklippere næsten uafbrudt lige siden, og er nu en af verdens største producent af plæneplejeudstyr.
Omkring 1850 bortfaldt Budding og Ferrabees patent på plæneklipperen, og de andre selskaber måtte nu producere deres egne maskiner. Ransomes introducerede en klipper kaldet Silens Messor (Stille klipper), som havde kædetræk til at overføre energien fra den forreste rulle til cylinderkniven.
Disse maskiner var dyrere at producere, men var også lettere og mere stille end de tandhjulsdrevne maskiner. Derudover kom der opsamlingsbokse til det afklippede græs.
I 1862 havde Farrabees selskab konstrueret mere end otte modeller cylinderklippere med forskellige rullestørrelser. Han fremstillede over 5000 maskiner inden produktionen ophørte i 1863.
Det første Amerikanske patent på en plæneklipper blev tildelt Amarja Hills den 12. januar 1868. I 1870 konstruerede Elwood McGuire af Richmond Indiana, en manuelt skubbet plæneklipper, som var lettere og nemmere at skubbe. Den havde færre bevægelige dele end de gamle versioner.
Omkring 1885 byggedes i Amerika 50.000 plæneklippere, der blev eksporteret til det meste af verden. Men da det var forholdsvis tunge maskiner, var de amerikanske plæneklippere dyre.
I slutningen af den 19. århundrede begynde mændene, der gik rundt med de store plæneklippere at tænke på nye idéer, så det ikke var så hårdt og tungt. De tænkte straks på hesten, et stort stærkt dyr, som kunne trække plæneklipperen, men hesten ødelagde haven med dens hove. Da hesten ikke var en mulighed, begyndte man at udvikle dampdrevne plæneklippere. Den første dampdrevne plæneklipper blev patenteret i 1893 af James Sumner i Lancashire. Men problemet med disse dampdrevne maskiner var, at det tog meget lang tid at varme dem op. Det tog længere tid at varme plæneklipperen op, end det gjorde at klippe. Derudover var de store og klodsede.
Efter Første verdenskrig lancerede JP Engineering of Leicester en række meget populære kædedrevene plæneklippere, som blev trukket af store dyr, som heste eller køer. Det var de første ridnings plæneklippere, de blev meget populære på de store græsarealer.
I 1902 producerede Ransomes i England den første benzinmotor-drevne maskine. Den første benzindrevne plæneklipper i USA først blev fremstillet i 1919 af oberst Edwin George. Det var et stort gennembrud, da disse nye benzindrevne plæneklippere kom frem. Det gjorde det lettere og enklere at klippe græsset.
Før anden verdenskrig dukkede en af de mest succesfulde virksomheder op. Det var Atco, grundlagt af Charles H Pugh, der i 1921 lancerede en række plæneklippere til middelklassen. De kostede 75 pund, og inden for fem år var den årlige produktion steget til 10.000. Prisen på maskinen blev skåret ned. Der kom en række nye modeller og størrelser. Det gjorde Atco til den første rigtige masseproducent af motorplæneklippere.
Et andet fabrikant, der også havde succes i 1920'erne og 30’erne, var Qualcast. Deres modeller som E-sidewheel og Panther cylinderplæneklippere blev solgt i millioner. De tjente kun et par pund på hver af de maskiner de solgte til folk med små græsplæner. Det var en nødvendighed for en økonomisk og pålidelig plæneklipper, der kun skulle bruges et par minutter om ugen.
Udviklingen i 40’erne gjorde maskinerne lettere og mindre, og gav et bedre design. Derudover blev motorerne mindre og stærkere. I 50’erne havde teknologien udviklet sig mere. Det førte til billigere og mere pålidelige maskiner, som i 60’erne blev reduceret yderligere, ved indførelsen af plast komponenter og nye designs, som blandt andet førte til ”svæve” plæneklipperen, den blev indført af Flymo i begyndelsen af 1960’erne,
Udviklingen er fortsat, og i dag har vi meget små maskiner med stor ydeevne, der kan slå mange km3 på meget kort tid. Vore dages maskiner klipper pænt og giver en meget ensartet græsplæne.
I USA i dag dækker græsarealerne 40 millioner hektar, det gør det til den største landbrugssektor i USA. Det bruges 270 milliarder gallon vand om ugen, og det koster mere end 40 milliarder dollars om året til frø, spadestik og kemikalier. USA bruger mere på gødning til sine golfbaner end mange udviklingslande bruger på at få deres afgrøder til at vokse.

### Rotorplæneklippere
Rotorplæneklippere blev først udviklet, da benzinmotorerne var små nok til at kunne sidde på en menneskedrevet maskine, og stærke nok til at kunne rotere bladene rundt med tilpas høj hastighed.
Den 9. maj 1899 videreudviklede John Albert Burr (en Afrikansk Amerikansk opfinder), en forbedret roterende kniv til plæneklipperen. Burr forbedrede designet af plæneklipperen ved at gøre det muligt, at klippe tættere på vægge og bygninger. Det gjorde han ved at lave et skjold, som de roterende knive kørte i.
Mange mennesker eksperimenterede med en roterende lodret akse, hvor knivbladende sidder på en lodret akse.
I 1930'erne lavede Power Specialties Ltd en benzindrevet rotorklipper, som blev en stor succes inden for middelklassen.
Det Australske selskab Victa startede i 1947. De plæneklippere de lavede var lettere brugervenlige, og lettere i stellet, end de gamle meget tunge og sværere maskiner. De første plæneklippere Victa lavede blev lavet i Mortlake(Sydney), af en lokal beboer ved navn Mervyn Victor Richardson.
De lavede den første af skrot fra hans garage. Da det blev en succes, flyttede de til et skur bag St Mary’s Church of England.
Der blev de første mange Victa plæneklippere fremstillet, og solgtes fra 20. september 1952.
Victa havde stor succes, og flyttede fra det gamle skur til meget større lokaler i Parramatta Road, Concord, og derefter til Milperra.
Der blev også eksperimenteret med elmotor, men da disse skulle have ledning, var det for besværligt at rende rundt med en ledning, hvis man havde en stor græsplæne. El-plæneklipperen blev brugt af folk med små græsplæner.

## Typer af plæneklippere

### Cylinderklipper (UK) eller den 'rigtige' plæneklipper (USA)
En cylinderklipper har en fast vandret kniv, som sidder i den ønskede klippehøjde.
Den har en hurtigt roterende cylinder, der har form som en helix. Cylinderen tvinger græsset forbi kniven, hvor græsstråene så bliver skåret af i den indstillede højde. Af alle de plæneklippere, der findes i dag, laver en perfekt indstillet cylinderklipper det renestes snit i græsset. Det rene snit gør, at græsset helbreder hurtigere, og får en bredere helhed på plænen. Man sammenligner meget snittet med en saks, men det er ikke nødvendigt for den cylinderformede kniv at være i kontakt med den faste kniv. Hvis bare de er tættere på hinanden end græsstråenes tykkelse, får græsset stadig et fint snit, og kniven bliver ikke så hurtig sløv. Der er rigtig mange forskellige cylindermaskiner. Den man kender mest til i Danmark er håndskubberen. Den har ingen motor, og anvendes normalt til små plæner, men fås også med motor. Dens typiske snittebredde er cirka 510 mm.
De store plæneklippere man har bagved en traktor i dag er cylinderklippere, da det kan dække et meget stort areal. Man behøver ikke et særligt stort overlap, for at få et flot resultat med en stor cylinderklipper.
En benzin- eller el-motor kan sættes på en cylinderklipper for at give den mere kraft, lave den selvkørende eller begge dele. En typisk motorcylinderklipper har kun motor for at rotere cylinderkniven, så den får mere kraft og drejer hurtigere, men man skal stadig selv skubbe den langs plænen. Den elektriske model fås med enten ledning eller batteri.
Nogle af varianterne har kun 3 vinger på cylinderen, det er til det græs, der er vokset lidt for højt til at slå med en 4 eller 5 vinget cylinderklipper.
Greens cylinderklippere anvendes til præcision skæring, så græsset bliver klippet rigtig flot. Det bruges bl.a. til Greenen på Golfbaner. Cylinderen er efterfulgt af en slags tromle, som glatter det nyslåede græs ud og minimerer hjulmærkerne.
Havetraktor med cylinderklipper findes også, typisk således at skæringen forgår foran traktorens hjul, så græsset kan skæres af, før hjulene presser det ned langs jorden.

### Rotorklippere
En Rotorklipper er den type, de fleste private har i dag. Der er ofte et langt knivblad, som sidder på en lodret aksel og drejer rundt med høj hastighed. De fås både som håndskubber og selvkørende. På alle rotationsklippere er der en motor enten el- eller benzindrevet. De svinger bladene rundt med høj hastighed, og derved flås græssets top af.

#### Benzin
På rotorklipperen med benzinmotor kan det enten være to-takts eller fire-takts motorer. Forbrændingsmotorer, der anvendes på plæneklippere, er normalt en-cylindrede, og har fra 2-7 hestekræfter (fra 1,5 til 6,75 kW). Motorerne er normalt med karburator, og startes med snoretræk, men fås også med el-start. De fleste benzindrevne plæneklippere har et gashåndtag på styret, hvor man kan justere omdrejningstallet.
Benzin-plæneklippere har fordele i forhold til de elektriske plæneklippere. De er som regel stærkere i motoren, og er uafhængige af stikkontakt til ledning eller opladning af batteriet.
Men de skaber en del mere forurening end de elektriske maskiner. Og på de benzindrevne maskiner skal tændrør og luftfilter jævnligt skiftes.

#### Elektriske
Elektriske plæneklippere er opdelt i 2 grupper, med ledning eller trådløs. Begge er forholdsvis lydløse, og støjer kun 75 decibel, mens en benzinplæneklipper, kan være helt opper til 95 decibel eller mere.
Elektriske plæneklippere er mere sikkerhedsvenlige, da de har en dødmands knap, som straks stopper motoren, når den ikke betjenes.

##### Trådløse
Elektriske plæneklippere drives af et variabelt antal genopladelige batterier, (typisk 1-4) på 12 volt. Det betyder mere køretid og flere kræfter. Batterierne kan enten være inde i plæneklipperen eller på ydersiden. Hvis de er på ydersiden kan de udskiftes med genopladelige batterier. Batteridrevne plæneklippere har en manøvredygtighed, som en benzindrevet, og er mere miljøvenlige, men er dyre, og der er færre modeller. Men bortskaffelsen af batterierne kan modbevise de miljømæssige aspekter. Men det største minus ved den batteridrevne plæneklipper er, at den som regel ikke har ligeså mange kræfter, som den benzindrevne plæneklipper.

##### Med ledning
Den elektriske plæneklipper med ledning har en begrænset rækkevidde, men kan forlænges med en forlængerledning.
Der er risiko for at klippe ledningen over, hvilket giver risiko for stød.
Den elektriske plæneklipper med ledning bruger 230 volt. Og larmer meget mindre end en benzindrevet klipper, og er derudover mere miljøvenlig.

### Andre typer

#### Svæve klipperen
Svæve klipperen er en håndskubber, den bruger en turbine (el-drevet blæser) over de roterende knive, til at holde sig i luften, ved at suge luft ind og kaste det ned mod jorden. Derved danner den en luftpude, der løfter plæneklipperen op fra jorden. Man kan nu flytte den nemt, fordi man undgår gnidningsmodstand fra jorden/græsset. Da det er en luftpude, der holder plæneklipperen oppe, er den hovedsageligt lavet af plast med en elektrisk motor, for at formindske vægten. Ulempen ved svæve klipperen, er at den ikke er god i ujævnt terræn, eller hvis der er jordhuller i græsplænen.

#### Robotplæneklipper
Robotplæneklipperen er den nyeste type klipper. Det er en el-klipper, som selv kører rundt i terrænet. Man enten indstiller, eller lægger nogle ledninger rundt i kanten, som robotten definerer området på. Også på robotklipperen kan man indstille klippehøjden. Robotten har en masse sensorer, så den ved hvor den skal klippe til, og hvor dens oplader er. Når den er ved at være afladet, kører den selv hen og lader op. Men det er den plæneklipper, der bliver udviklet mest på, og den kan holde et forholdsvis stort areal nede.

#### Havetraktorer
Have traktorer, er det mest populære og bedste alternativ til de små plæneklippere, hvis man har en stor plæne. Det er en lille traktor, hvor knivbladene sidder under førersædet. Der findes også havetraktorer med cylinderklipper, men de nye er med rotorklipper. Der er mange knive om den lodrette aksel.
Der er mange forskellige designs på havetraktorer, og de fleste bliver også brugt som små landbrugsmaskiner. De mest almindelige transmissioner til traktorer er med en manuel gearkasse, men der findes også nogle luksusmodeller med automatgear. På en havetraktor kan normalt montere andre enheder på et kraftudtag, det kan f.eks. være jordfræsere, sneplove, osv.
Havetraktorer er typisk lavet af stål, og de billiger modeller er lavet af let stål, og de dyre modeller er lavet af robust og tungt stål. Ellers er resten af traktorerne lavet af plast. De fleste har aluminiumfælge og brede dæk med stort mønster i, for at være lidt terrængående.
Havetraktorer fås både med sideudkast og græsopsamler. De har typisk en levetid på 7 til 10 år. men de dyrere modeller kan sagtens holde op til 20 år. Men de holder ikke så lang tid, hvis de ikke bliver vedligeholdt.
Der findes mange forskellige typer og størrelser af havetraktorer, og prisen kommer an på kvalitet og størrelse på både motor og selve maskinen.

## Sikkerheden
Da plæneklippere har hurtige roterende knive, som er skarpe, er der selvfølgelig risiko for uheld. Men hvis man omgås en klipper med nogenlunde forsigtighed, er der ikke særlig stor risiko for uheld. Langt de fleste uheld kunne være undgået, hvis personen havde båret sikkerhedsfodtøj.

## Miljøpåvirkningen
Benzinplæneklippere har en større miljøpåvirkning end de elektriske klippere. De er støjende og det kan påvirke miljøet i området.
"...Forskerne fra Stockholms Universitet har nemlig målt mængderne af kulbrinter, som en plæneklipper udsender i løbet af en time, til at svare til udslippet fra en biltur på 150 kilometer..."